# Costa-Gavras
Konstantinos Gavras (Grieks: Κωνσταντίνος Γαβράς) (Loutra Iraias, 12 februari 1933), beter bekend als Costa-Gavras, is een Frans-Grieks filmregisseur. Hij is voornamelijk bekend als maker van films met politieke thema's. Hij is een neef van regisseuse Penelope Spheeris.

## Biografie
Costa-Gavras is de zoon van een Griekse regeringsambtenaar. Alhoewel zijn vader atheïstisch is, werd hij op aandringen van zijn moeder Grieks-orthodox opgevoed. Tijdens de Tweede Wereldoorlog was zijn vader een belangrijke verzetsstrijder. Na afloop van de oorlog werd hij echter regelmatig verdacht van communistische activiteiten en daarom regelmatig opgepakt. Costa-Gavras werd hierdoor afgewezen aan een Griekse universiteit, en kreeg geen visum om in de Verenigde Staten te studeren. Daarom vertrok Costa-Gavras op 18-jarige leeftijd  naar de Sorbonne in Parijs, waar hij na drie jaar afstudeerde in de literatuur. Hierna studeerde hij filmmaken aan het Institut des Hautes Etudes Cinématographiques (IDHEC), waarna hij als assistent-regisseur aan de slag ging bij bekende Franse regisseurs als Yves Allégret, René Clair en Jacques Demy. In 1956 werd hij een genaturaliseerde Fransman.
In 1965 maakte hij zijn regiedebuut met de thriller Compartiment tueurs, de eerste van een lange reeks films met acteur Yves Montand. Het werd een commercieel succes. Met de politieke thriller Z uit 1969, een aanklacht tegen de Griekse junta, trok hij de internationale aandacht, voornamelijk dankzij de spannende opbouw en het realistische camerawerk. De film won verscheidene prijzen, waaronder de Oscar voor Beste buitenlandse film. Ook werd Costa-Gavras voor deze film genomineerd voor de Oscar voor Beste regie en die voor Beste aangepaste scenario, en kreeg de film nog nominaties voor Beste film en Beste montage. Ook werd hij door de New York Film Critics uitgeroepen tot de beste regisseur van 1969.
Ook zijn volgende films zijn politiek geladen. In 1970 maakte hij L'Aveu over een communistische heksenjacht in Tsjecho-Slowakije, in 1972 État de siège over de situatie in Uruguay en in 1975 Section spéciale over Vichy-Frankrijk. Voor deze laatste film kreeg hij de Gouden Palm voor beste regisseur op het filmfestival van Cannes.
In 1982 maakte hij zijn eerste Amerikaanse film, Missing, met Jack Lemmon in een van de hoofdrollen. Deze film, over een Amerikaan die verdwijnt in Chili aan het einde van de regering van Salvador Allende, is gebaseerd op een waargebeurd verhaal. Voor deze film won Costa-Gavras de Oscar voor Beste aangepaste scenario en een Gouden Palm voor beste film. Deze film zorgde voor veel controverse, maar niet zoveel als zijn volgende film, het pro-Palestijnse Hanna K. (1983). In 1982 werd hij voorzitter van de Cinémathèque Française. In 1989 maakte hij Music Box met Armin Mueller-Stahl over een genaturaliseerde Amerikaanse burger die wordt beschuldigd een oorlogsmisdadiger uit de Tweede Wereldoorlog te zijn. In 2003 maakte hij de film Amen., waarin hij beweert dat paus Pius XII wist van het lot van de Joden in de concentratiekampen tijdens de Tweede Wereldoorlog, maar weigerde de Holocaust te veroordelen.
In 2019 verscheen Adults in the room, gebaseerd op het boek van de voormalig Minister van Financiën in Griekenland, Yanis Varoufakis. De film heeft als thema de economische crisis in Griekenland in de jaren '10 en de conflictueuze relatie van Griekenland met de Europese Unie. 
Op het International Filmfestival Rotterdam ging op 1 februari 2025 Costa-Gavras' meest recente film in premiere, Le dernier souffle (The last breath). De film is gebaseerd op het gelijknamige boek van Claude Grange en Régis Debray. In de film staat een doorlopend gesprek centraal tussen een gerenommeerde schrijver, Fabrice Toussaint en diens palliatieve arts, Augustin Masset. 
Costa-Gavras verkent de thema’s van ouder worden en sterfelijkheid vanuit het perspectief van verschillende terminaal zieke personages, onder wie een rijke Parijse vrouw, gespeeld door Charlotte Rampling. In alle situaties wordt het thema van 'de waarheid' verkend, de waarheid van een patiënt over zijn of haar conditie en de vraag hoe eerlijk een arts daarover moet zijn.
Costa-Gavras is getrouwd met Michèle Ray-Gavras, een voormalig fotomodel voor Chanel en journaliste, die ooit gevangen is genomen door de Vietcong. Ze is producente van verschillende van zijn films, ook deze Le dernier souffle. Het echtpaar was aanwezig bij de eerste vertoning van de film op het Internationaal Filmfestival Rotterdam en beantwoordde vragen van het publiek in een Q&A.

## Filmografie
- 1965: Compartiment tueurs
- 1967: Un homme de trop
- 1969: Z
- 1970: L'Aveu
- 1972: État de siège
- 1975: Section spéciale
- 1979: Clair de femme
- 1982: Missing
- 1983: Hanna K.
- 1986: Conseil de famille
- 1988: Betrayed
- 1989: Music Box
- 1991: Contre l'oubli (segment)
- 1993: La Petite Apocalypse
- 1995: À propos de Nice, la suite (segment)
- 1995: Lumière et Compagnie (segment)
- 1997: Mad City
- 2002: Amen.
- 2005: Le Couperet
- 2009: Éden à l'ouest
- 2012: Le Capital
- 2019: Adults in the room
- 2024: Le dernier souffle (The last breath)